# Диметилсульфат
Диметилсульфат ― органічна сполука з формулою {\displaystyle {\ce {(CH3)2SO4}}}, є диметиловим естером сірчаної кислоти.
За стандартних умов є безбарвною рідиною. Погано розчинний у воді, але розчинний в полярних органічних розчинниках. Утворює азеотропну суміш з водою з температурою кипіння 98,6 °С, що містить 73% води.

## Хімічні властивості

### Реакції нуклеофільного заміщення
Диметилсульфат є сильним метилюючим агентом.

#### O-метилювання

##### Гідроліз
У холодній воді гідролізується повільно, але за температури 50 °С за 20 хвилин гідолізується практично повністю до метилсульфатної кислоти та метанолу. Кислоти й основи каталізуються реакцію. При основному каталізі утворюється метанол і сіль метилсульфатної кислоти, а гідроліз останньої вимагає підвищеної температури. У присутності кислоти відбувається повний гідроліз до метанолу та сірчаної кислоти.
{\displaystyle {\ce {(CH3)2SO4 + H2O <=>CH3SO4H + CH3OH}}}
{\displaystyle {\ce {CH3SO4H + H2O <=> H2SO4 + CH3OH}}}
Може також утворюватись незначна кількість диметилового етеру.

##### O-метилювання органічних споулк
Диметилсульфат може метилювати феноли та карбонові кислоти, а також спирти, що містять активуючі функційні групи біля гідроксилу.
{\displaystyle {\ce {R-O- + (CH3)2SO4 -> R-OCH3 + CH3SO4-}}}
Для метилювання фенолів потрібне сильнолужне середовище, аби депронувати гідроксильну групу. Як основу використовують метоксид натрію. Якщо молекила містить одночасно гідроксильну та карбоксильну групу, то в сульнолужному середовищі метилюється в першу чергу гідроксильна, але зі зменшенням pH гідроксильна група протонується, і тоді метилюватиметься першочергово карбоксильна група.

#### N-метилювання
Метилює аміак та аміни. Можуть утворитися четвертинні амонієві солі:
{\displaystyle {\ce {R-NH2 ->[(CH_3)_2SO_4] R-NH-CH3 ->[(CH_3)_2SO_4] R-N(CH3)2 ->[(CH_3)_2SO_4] [R-N(CH3)]+}}}
Метилюються й інші нітрогеновмісні органічні сполуки, наприклад, гідразиди (а також сам гідразин) і іміни.
Якщо амін треба метилювати тільки один раз, то спочатку його перетворюють на імін з бензальдегідом, отриману сполуку метилюють, а потім імін гідролізують:{\displaystyle {\ce {R-NH2 ->[PhCHO][-H_2O]PhCH=NR->[(CH_3)_2SO_4] [PhCH=N(CH3)R]+CH3SO4- ->[H_2O][-PhCHO, -CH_3SO_4H]R-NH-CH3}}}

#### S-метилювання
Метилює cолі тіолів. Отримані тіоетери можуть бути далі метильовані з утворенням сульфонієвих солей:
{\displaystyle {\ce {R-SH + ->[(CH_3)_2SO_4] R-SCH3 ->[(CH_3)_2SO_4] [R-S(CH3)2]+}}}
Також, метилює неорганічні сульфіди та дисульфіди.
При реакції з сульфітами утворюються солі метансульфонової кислоти:
{\displaystyle {\ce {Na2SO3 ->[(CH_3)_2SO_4] CH3SO3Na}}}

#### Інше
Метилює розчинні галогеніди металів. Наприклад, при реакції з йодидом калію утворюється метилйодид:
{\displaystyle {\ce {(CH3)2SO4 + KI -> CH3I + CH3SO4K}}}

### Розкладання
При високій температурі розкладається на триоксид сірки та диметиловий етер:
{\displaystyle {\ce {(CH3)2SO4 <=> (CH3)2O + SO3}}}

## Отримання

### З триоксиду сірки та диметилового етеру
Одним з основних промислових способів отримання диметилсульфату є реакція диметилового етеру з триоксидом сірки:
{\displaystyle {\ce {(CH3)2O + SO3 -> (CH3)2SO4}}}
Реакцію проводять за температури 70 °С в трубах з алюмінію або неіржавної сталі. До труби вводиться рідкий триоксид сірки та газоподібний етер. Реакцію проводять кілька годин.

## Токсичність
Диметилсульфат є дуже отруйною речовиною. Пошкоджує очі та шкіру. Симптоми з'являються за кілька годин після контакту. Дуже небезпечним є вдихання парів диметилсульфату. Речовина має слабкий запах і слабку подразнювальну дію, тому спочатку симптоми непомітні. За 10 або більше годин з'являються головний біль, запаморочення, запалення слизових оболонок, розлади мови та ковтання, кашель, стиснення в грудях, задишка, ціаноз, блювання, діарея та біль під час сечовипускання. Також може пошкоджувати нирки та печінку.
Як метилюючий агент, є мутагеном і канцерогеном. Через швидкий гідроліз при контакті з водою у слизових оболонках, пухлини утворюються тільки на місці контакту з речовиною (наприклад, у носі при вдиханні).